# Брыкина, Надежда Вячеславовна
Наде́жда Вячесла́вовна (На́дя) Бры́кина (30 августа 1958) — российский коллекционер, основатель Музея нонконформизма, почётный член Российской академии художеств, меценат, автор документальных фильмов о художниках-нонконформистах, издатель более 30 монографий и альбомов на русском, английском и французском языках.

## Биография
С начала 1990-х годов начала собирать коллекцию русской живописи. Основу коллекции составляют художники-нонконформисты.
В 1996 году издала первый альбом, приуроченный к выставке Марлена Шпиндлера в Третьяковской галерее.
В 1999 году выпустила свою первую монографию, посвященную Марлену Шпиндлеру.
В 2006 году основала Галерею русского искусства в Цюрихе.
В 2010 году основала Галерею Нади Брыкиной в Москве.
В 2018 основала российский фонд поддержки современного искусства Nadja Brykina Foundation.
В 2023 Галерея Нади Брыкиной получила статус музея и стала носить название Музей нонконформизма.

## Музей нонконформизма
Музей открылся в 2023 году. Он располагается в здании на Мясницкой улице, построенном во второй половине XX века по заказу Строгановского художественного училища. Здание служило общежитием для студентов и преподавателей училища.
В коллекции музея находятся работы Владимира Андреенкова, Игоря Вулоха, Анатолия Зверева, Юрия Злотникова, Франциско Инфанте, Алексея Каменского, Андрея Красулина, Льва Кропивницкого, Михаила Крунова, Дмитрия Лиона, Эрнста Неизвестного, Владимира Немухина, Игоря Новикова, Бориса Отарова, Михаила Рогинского, Владимира Соскиева, Марлена Шпиндлера, Эдуарда Штейнберга, Валерия Юрлова, Владимира Яковлева и других.
Музей организует временные выставки, готовит документальные фильмы, издает каталоги, монографии, проводит лекции, встречи с художниками, устраивает концерты и музыкальные встречи, сотрудничает с другими культурными институциями.

## Избранные издания
- 2002 — Игорь Вулох. Монография. M.N & O Art Publishing
- 2003 — Алексей Каменский. Монография. M.N & O Art Publishing
- 2003 — Владимир Андреенков. Монография. M.N & O Art Publishing
- 2004 — Валерий Юрлов. Монография. M.N & O Art Publishing
- 2006 — Михаил Крунов. Альбом. Nadja Brykina Gallery
- 2006 — Валерий Юрлов. Альбом. Nadja Brykina Gallery
- 2007 — Игорь Вулох. Альбом. Nadja Brykina Gallery
- 2007 — Владимир Андреенков. Каталог. Nadja Brykina Gallery
- 2007 — Алексей Каменский. Иллюстрации. Собрание из двух томов. Nadja Brykina Gallery[11]
- 2007 — Владимир Соскиев. Альбом. Nadja Brykina Gallery
- 2009 — Марлен Шпиндлер. Монография. Собрание из трех томов. Nadja Brykina Editions
- 2009 — Валерий Юрлов. Дневник художника. Nadja Brykina Editions
- 2009 — Борис Отаров. Альбом. Nadja Brykina Editions
- 2011 — Андрей Красулин. Альбом. Nadja Brykina Gallery
- 2012 — Николай Маркаров. Альбом. Nadja Brykina Gallery
- 2013 — Игорь Шелковский. Альбом. Nadja Brykina Gallery
- 2013 — Юрий Злотников. Монография. Nadja Brykina Gallery
- 2018 — Андрей Красулин. Альбом. Nadja Brykina Gallery / Foundation
- 2019 — Вертикаль — Горизонтали. Каталог. Nadja Brykina Foundation

## Избранные выставки
- 2006 — Марлен Шпиндлер. «Ретроспектива». Галерея Нади Брыкиной, Цюрих[12]
- 2006 — Валерий Юрлов. «Ретроспектива». Галерея Нади Брыкиной, Цюрих
- 2007 — Игорь Вулох. «Ретроспектива». Галерея Нади Брыкиной, Цюрих
- 2007 — Владимир Андреенков. «Ретроспектива». Галерея Нади Брыкиной, Цюрих
- 2007 — Алексей Каменский. «Ретроспектива». Галерея Нади Брыкиной, Цюрих
- 2007 — Михаил Крунов. «Ретроспектива». Галерея Нади Брыкиной, Цюрих[13]
- 2008 — Владимир Соскиев. «Ретроспектива». Галерея Нади Брыкиной, Цюрих
- 2008 — Валерий Юрлов. «Графика». Галерея Нади Брыкиной, Цюрих
- 2009 — Борис Отаров. «Ретроспектива». Галерея Нади Брыкиной, Цюрих
- 2010 — Валерий Юрлов. «Дневник Художника». Галерея Нади Брыкиной, Цюрих/Москва.
- 2010 — Юрий Злотников. «Движение. Пространство». Галерея Нади Брыкиной, Цюрих
- 2011 — групповая выставка «Неофициальная встреча». Государственный Русский музей, Санкт-Петербург[14][15][16]
- 2011 — групповая выставка «Неофициальная встреча». Галерея Нади Брыкиной, Москва[17]
- 2011 — Инесса и Рашид Азбухановы «Повторное открытие резной иконы». Галерея Нади Брыкиной, Цюрих[18]
- 2012 — групповая выставка «Снег». Галерея Нади Брыкиной, Цюрих[19]
- 2013 — групповая выставка «Город». Галерея Нади Брыкиной, Цюрих[20]
- 2015 — Марлен Шпиндлер. «Ретроспектива». Шаламовский дом, Вологда[21][22]
- 2016 — Ольга и Олег Татаринцевы. «Симуляция нормальности». Галерея Нади Брыкиной, Цюрих[23]
- 2017 — Алексей Каменский. «1927—2014». Галерея Нади Брыкиной, Москва[24]
- 2018 — Юрий Злотников. «Космология художника». Галерея Нади Брыкиной, Москва[25]
- 2019 — Вертикали — Горизонтали: Рихард Пауль Лозе — Владимир Андреенков. Музей архитектуры имени А.В. Щусева, Москва
- 2019 — групповая выставка «Dis < > Order». Nadja Brykina Foundation, Москва[26]
- 2022 — Валерий Юрлов. «Видеть себя». Nadja Brykina Foundation, Москва[27]
- 2025 — групповая выставка «Пробуждение». Музей нонконформизма, Москва[28]